# Cizara
Cizara é um gênero de mariposa pertencente à família Bombycidae.